# Koksoakfloden
Koksoakfloden är den största floden i Nunavik i norra delen av den kanadensiska provinsen Québec. Namnet tros härstamma från ett inuitiskt ord för "stor flod". Flodens övre lopp är mer känt som Kaniapiskaufloden.
Floden flyter norrut från Kaniapiskausjön till dess den flyter samman med Rivière aux Mélèzes ("Lärkfloden"). Från sammanflödet fortsätter floden mot östnordöst där den flyter genom byn Kuujjuaq – det största samhället i området – innan den mynnar ut i Ungavabukten. Koksoakflodens längd är 874 km, och dess avrinningsområde upptar en yta på 133 000 km². Koksoakfloden hade, före vattenkraftutbyggnad, ett utflöde på uppskattningsvis 55 km³/år. Störst är vattenflödet i början av sommaren då isen på floden och snön på Kanadensiska skölden smälter. 
Hela flodområdet var under mer än 90 000 år täckt av ett upp till fyra kilometer djupt istäcke, vilket fortfarande så sent som under holocen fanns kvar. När isen till sist drog sig tillbaka lämnade den efter sig moräner, vilket gör området intressant för vattenkraftsexploatering. De södra delarna av bassängen och de skyddade dalarna täcks av barrskog. De norra delar ligger däremot norr om trädgränsen och består av tundra. I princip hela flodbassängen är täckt av permafrost.
Hydro-Québec har exploaterat de övre delarna av flodsystemet och avlett vatten till James Bay-projektet. De första järnmalmsfyndigheterna i Nordamerika upptäcktes under 1900-talet i norra delen av flodområdet. Floden är dock isfri bara fyra månader om året, och så fort andra fyndigheter upptäckts visade sig de i och för sig rika Koksoakfyndigheterna inte vara brytningsvärda.
Än i dag domineras livet i området av de traditionella inuitiska näringarna. Med exklusiva äventyrsresor börjar dock turistnäringen bli betydelsefull.